# Cechenotettix auresi
Cechenotettix auresi är en insekt som beskrevs 1990 av Silke Meyer-Arndt och Reinhard Remane utifrån ett specimen funnet i Algeriet. Arten ingår i släktet Cechenotettix och familjen dvärgstritar. Inga underarter finns listade i Catalogue of Life.